# Kirsten Munk
Kirsten Munk ou Christine Munk, née le 6 juillet 1598 et morte le 19 avril 1658 à Horsens, est une noble danoise, deuxième épouse du roi Christian IV de Danemark, et mère de douze de ses enfants.

## Mariage morganatique
Kirsten Munck est la fille de Ludvig Munk (1537–1602) et de Ellen Marsvin (1572–1649), membres aisés mais sans titres de la noblesse danoise. Sa mère, veuve pour la deuxième fois en 1611, est alors la plus grande propriétaire terrien de Fionie.
Avant de céder Kirsten au désir du roi Christian, sa mère négocie qu'elle deviendrait son épouse plutôt que sa maîtresse, et qu'elle recevrait des propriétés en son propre nom en gage des intentions honorables du roi. Le 31 décembre 1615 a lieu le mariage morganatique avec le roi veuf, mais le mariage n'est pas célébré dans une église. En 1627, elle reçoit le titre de Comtesse du Schleswig-Holstein. Parmi leurs enfants, il y a notamment la comtesse Leonora Christina Ulfeldt.

## Enfants
Christine Munk et Christian se marient le 31 décembre 1615. Ils ont douze enfants :
- Anne-Christine (née le 10 août 1618 à Frederiksborg - morte le 20 août 1633), épouse Frands Rantzau
- Sophie-Élisabeth (née le 20 septembre 1619 à Skanderborg - morte le 29 avril 1657), épouse Christian von Pentz, le 10 octobre 1634
- Éléonore-Christine (née le 8 juillet 1621 à Frederiksborg - morte le 16 mars 1698 au couvent de Maribo), épouse Corfitz Ulfeldt, le 9 octobre 1634 à Copenhague
- Valdemar-Christian (né en 1622 à Frederiksborg - mort le 26 février 1656 à Lublin), est comte de Schleswig-Holstein
- Élisabeth Auguste (née le 28 décembre 1623 à Kronborg - morte le 9 août 1677), épouse Johann Lindenow, le 27 octobre 1639 à Copenhague
- Friedrich Christian (né le 26 avril 1625 - mort le 17 avril 1627)
- Christiane (née le 15 juillet 1626 à Haderslevhus - morte le 6 mai 1670), épouse Hannibal von Sehestet, le 6 novembre 1642 à Copenhague
- Edwige (né le 15 juillet 1626 à Haderslevhus - mort le 5 octobre 1678 à Kristianstad), épouse Ebbe Olfeld, le 6 novembre 1642 à Copenhague
- Marie-Catherine (née le 29 mai 1628 - morte le 1er septembre 1628)
- Dorothée-Élisabeth (née le 1er septembre 1629 à Kronborg - morte le 18 mars 1687 au couvent des Augustines de Cologne) ; cette dernière enfant n'est probablement pas de Christian IV.

Les époux se séparent en novembre 1628. Les enfants se marient avec des membres de la noblesse danoise : Corfitz Ulfeldt et Hannibal Sehested figurent parmi leurs gendres. De la mort du roi en 1648 et jusqu'en 1652, cinq des maris de ses filles, formant ce qui est appelé le parti des gendres, exercent une influence dominante dans le Riksråd. Auparavant, son fils Valdemar-Christian s'était révélé prometteur, devenant fiancé de la tsarévitch Irène Romanov, fille du tsar Michel Ier. L'alliance a été empêchée par les objections danoises à la conversion de Valdemar à l'Église orthodoxe russe.
Une autre fille de Christine, Éléonore-Christine Ulfeldt, s'est distinguée par une vie aventureuse, suivie d'un emprisonnement durant plusieurs décennies dans les oubliettes royales danoises ; les mémoires qu'elle y a écrites sont considérées à la fois comme un témoignage de la prose en danois et comme un témoignage de littérature féministe.

## Référence culturelle
Le film Christian IV - Den sidste rejse  (2018) décrit les relations entre Christian IV (Baard Owe (da)) et Christine Munk (Karen-Lise Mynster).